# Dinopium shorii
El pito de Shore (Dinopium shorii)) es una especie de ave piciforme de la familia Picidae. Está ampliamente distribuido en Asia, encontrándose en Bangladés, Bután, India, Birmania y Nepal.